# Giro più veloce
Nell'automobilismo e nel motociclismo, il giro più veloce (in inglese fastest lap) è la percorrenza, in gara, di un giro della pista nel tempo più rapido.

## Giro più veloce in Formula 1
In Formula 1, il tedesco Michael Schumacher detiene attualmente il record dei giri più veloci ottenuti in carriera, per un totale di 77.
Il pilota più giovane a ottenere un giro più veloce è invece Andrea Kimi Antonelli, che ottiene il suo primo giro veloce a 18 anni, 7 mesi e 12 giorni, nel Gran Premio del Giappone 2025.
Dalla stagione inaugurale avvenuta nel 1950 alla stagione 1959, nella massima serie, veniva assegnato un ulteriore punto al pilota che avesse fatto segnare il giro più veloce; lo stesso è accaduto dal campionato 2019 a quello 2024, ma solo se il pilota era classificato nelle prime dieci posizioni, ovvero a punti. Ancora oggi in qualche serie, come in Formula 2, vengono assegnati dei punti alle squadre e ai piloti che lo ottengono. 
Dalla stagione 2007 il pilota che ottiene più giri veloci nel corso del campionato mondiale di Formula 1 viene premiato col DHL Fastest Lap Award.
Nelle tabelle seguenti sono indicati i giri più veloci complessivi, quelli ottenuti nel corso di una stagione, e i più giovani piloti ad averli fatti segnare.

### Più giri veloci in carriera
Fonte: Formula 1 Driver Fastest Lap Statistics
| Pos. | Pilota             | Giri veloci |
| ---- | ------------------ | ----------- |
| 1    | Michael Schumacher | 77          |
| 2    | Lewis Hamilton     | 67          |
| 3    | Kimi Räikkönen     | 46          |
| 4    | Alain Prost        | 41          |
| 5    | Sebastian Vettel   | 38          |
| 6    | Max Verstappen     | 33          |
| 7    | Nigel Mansell      | 30          |
| 8    | Jim Clark          | 28          |
| 9    | Fernando Alonso    | 26          |
| 10   | Mika Häkkinen      | 25          |

#### Più giri veloci in una stagione
Fonte: Fastest laps on same season
| Pos. | Pilota             | Costruttore | Stagione | Giri veloci | Gran Premi |
| ---- | ------------------ | ----------- | -------- | ----------- | ---------- |
| 1    | Michael Schumacher | Ferrari     | 2004     | 10          | 18         |
| 1    | Kimi Räikkönen     | McLaren     | 2005     | 10          | 19         |
| 1    | Kimi Räikkönen     | Ferrari     | 2008     | 10          | 18         |
| 4    | Mika Häkkinen      | McLaren     | 2000     | 9           | 17         |
| 4    | Max Verstappen     | Red Bull    | 2023     | 9           | 22         |
| 6    | Nigel Mansell      | Williams    | 1992     | 8           | 16         |
| 6    | Michael Schumacher | Benetton    | 1994     | 8           | 16         |
| 6    | Michael Schumacher | Benetton    | 1995     | 8           | 17         |
| 6    | Lewis Hamilton     | Mercedes    | 2015     | 8           | 19         |
| 10   | Nelson Piquet      | Williams    | 1986     | 7           | 16         |
| 10   | Alain Prost        | McLaren     | 1988     | 7           | 16         |
| 10   | Michael Schumacher | Ferrari     | 2002     | 7           | 17         |
| 10   | Michael Schumacher | Ferrari     | 2006     | 7           | 18         |
| 10   | Mark Webber        | Red Bull    | 2011     | 7           | 19         |
| 10   | Sebastian Vettel   | Red Bull    | 2013     | 7           | 19         |
| 10   | Lewis Hamilton     | Mercedes    | 2014     | 7           | 19         |
| 10   | Lewis Hamilton     | Mercedes    | 2017     | 7           | 20         |
| 10   | Valtteri Bottas    | Mercedes    | 2018     | 7           | 21         |

#### Piloti più giovani a segnare il giro veloce
Fonte: Fastest laps - Youngest
| Pos. | Pilota                | Età                         | Gran Premio                       |
| ---- | --------------------- | --------------------------- | --------------------------------- |
| 1    | Andrea Kimi Antonelli | 18 anni, 7 mesi, 12 giorni  | Gran Premio del Giappone 2025     |
| 2    | Max Verstappen        | 19 anni, 1 mese, 14 giorni  | Gran Premio del Brasile 2016      |
| 3    | Lando Norris          | 20 anni, 7 mesi, 22 giorni  | Gran Premio d'Austria 2020        |
| 4    | Nico Rosberg          | 20 anni, 8 mesi, 13 giorni  | Gran Premio del Bahrein 2006      |
| 5    | Charles Leclerc       | 21 anni, 5 mesi, 15 giorni  | Gran Premio del Bahrein 2019      |
| 6    | Esteban Gutiérrez     | 21 anni, 9 mesi, 7 giorni   | Gran Premio di Spagna 2013        |
| 7    | Fernando Alonso       | 21 anni, 10 mesi, 17 giorni | Gran Premio del Canada 2003       |
| 8    | Bruce McLaren         | 21 anni, 10 mesi, 18 giorni | Gran Premio di Gran Bretagna 1959 |
| 9    | Sebastian Vettel      | 21 anni, 11 mesi, 18 giorni | Gran Premio di Gran Bretagna 2009 |
| 10   | Daniil Kvjat          | 22 anni, 0 mesi, 19 giorni  | Gran Premio di Spagna 2016        |

Nota bene: in grassetto sono evidenziati i piloti in attività, con sfondo giallo i piloti che si sono laureati campioni del mondo.

## Giro più veloce nel Motomondiale
Nella storia del motomondiale, comprendendo i risultati di tutti di tempi nelle classi 50 cm³, 80 cm³, 125 cm³, 250 cm³, 350 cm³, 500 cm³, Moto3, Moto2 e MotoGP, il pilota che ha collezionato il maggior numero di giri veloci è stato Giacomo Agostini, che ne ha ottenuti 117.

### Più giri veloci in carriera
| Pilota           | Nazionalità | Classi soppresse | Classi soppresse | Classi soppresse | Classi soppresse | Classi soppresse | Classi soppresse | Classi vigenti | Classi vigenti | Classi vigenti | Totale |
| Pilota           | Nazionalità | Classe 50        | Classe 80        | Classe 125       | Classe 250       | Classe 350       | Classe 500       | Moto3          | Moto2          | MotoGP         | Totale |
| ---------------- | ----------- | ---------------- | ---------------- | ---------------- | ---------------- | ---------------- | ---------------- | -------------- | -------------- | -------------- | ------ |
| Giacomo Agostini | Italia      |                  |                  |                  |                  | 48               | 69               |                |                |                | 117    |
| Valentino Rossi  | Italia      |                  |                  | 9                | 11               |                  | 15               |                |                | 61             | 96     |
| Ángel Nieto      | Spagna      | 18               |                  | 63               |                  |                  |                  |                |                |                | 81     |
| Mike Hailwood    | Regno Unito |                  |                  | 2                | 22               | 18               | 37               |                |                |                | 79     |
| Marc Márquez     | Spagna      |                  |                  | 9                |                  |                  |                  |                | 7              | 59             | 75     |
| Daniel Pedrosa   | Spagna      |                  |                  | 5                | 15               |                  |                  |                |                | 44             | 64     |
| Michael Doohan   | Australia   |                  |                  |                  |                  |                  | 46               |                |                |                | 46     |
| Max Biaggi       | Italia      |                  |                  |                  | 28               |                  | 8                |                |                | 6              | 42     |
| Jorge Lorenzo    | Spagna      |                  |                  | 3                | 4                |                  |                  |                |                | 30             | 37     |
| Phil Read        | Regno Unito |                  |                  | 4                | 26               | 3                | 3                |                |                |                | 36     |